# Rishi Sunak
Rishi Sunak   (Southampton, 12 de maig de 1980) és un polític anglès que va exercir de primer ministre del Regne Unit des del 25 d'octubre de 2022 fins al 5 de juliol de 2024, dia en què el va rellevar del càrrec Keir Starmer, candidat del Partit Laborista.
Membre del Partit Conservador, ha estat membre del Parlament (MP) per Richmond, a Yorkshire, des de les eleccions generals de 2015. esdevenint Ministre d'Hisenda entre 2020 i 2022, en el govern de Boris Johnson. Anteriorment, va ser secretari parlamentari del Tresor entre 2019 i 2020. Va ser proclamat nou líder del partit conservador el 24 d'octubre de 2022 en substitució de Liz Truss.

## Primers anys i educació
Sunak va néixer el 12 de maig de 1980 a Southampton, de pares hindús africans d'ascendència índia punjabi, Yashvir i Usha Sunak i és el gran de tres germans. El seu pare va néixer i es va criar a la Colònia i Protectorat de Kenya (actual Kenya), mentre que la seva mare va néixer a Tanganyika. Els seus avis van néixer a la província del Panjab, a l'Índia Britànica, i van emigrar des de l'Àfrica oriental amb les seves famílies al Regne Unit a la dècada de 1960. El seu avi patern, Ramdas Sunak, era de Gujranwala (a l'actual Pakistan) i es va traslladar a Nairobi el 1935 per treballar com a empleat, on se li va unir la seva dona Suhag Rani Sunak, de Delhi, el 1937. El seu avi matern, Raghubir Sain Berry MBE, va treballar al Territori de Tanganyika com a funcionari d'Hisenda i va contreure un matrimoni concertat amb Sraksha, de 16 anys, nascuda a Tanganica, amb la qual va tenir tres fills. La família es va traslladar al Regne Unit el 1966, amb els recursos obtinguts per Sraksha amb la venda de les seves joies de casament. A Gran Bretanya, Raghubir Berry es va incorporar a l'Agència Tributària i, com a recaptador, va ser nomenat Membre de l'Orde de l'Imperi Britànic (MBE) a la llista d'honors de l'aniversari de 1988. Yashvir era metge generalista, i Usha era farmacèutica, i dirigia una farmàcia local.
Sunak va assistir a la Stroud School, una escola preparatòria a Romsey (Hampshire), i al Winchester College, un internat independent per a nois, del que va ser director. Durant les seves vacances d'estiu, va treballar com a cambrer en un restaurant de curri a Southampton. Va estudiar Filosofia, Política i Economia (PPE) al Lincoln College de la Universitat d'Oxford, on es va graduar amb un excel·lent el 2001. En la seva estada a la universitat, va realitzar unes pràctiques a la seu de la campanya conservadora.
Després de graduar-se, Sunak va treballar entre 2001 i 2004 com analista júnior per a Goldman Sachs. En 2006, va obtenir un Màster en administració d'empreses a la Universitat Stanford, on va ser becari Fulbright. Després de completar el seu MBA el 2006, va convertir-se en soci del Fons d'inversió lliure Children's Investment Fund Management fins al novembre de 2009, i l'octubre de 2010 es va unir al seu anterior cap Patrick Degorce i altres socis de Stanford al fons d'inversió Theleme Partners.

## Política
Membre del Partit Conservador, ha estat membre del Parlament (MP) per Richmond, a Yorkshire, des de les eleccions generals de 2015.
Va ser secretari parlamentari del Tresor entre 2019 i 2020 i Ministre d'Hisenda entre 2020 i 2022, en el govern de Boris Johnson. i com a tal va participar en la resposta del govern a la crisi del cost de la vida, la crisi del subministrament d'energia del Regne Unit i la crisi energètica global. Sunak va dimitir com a ministre el 5 de juliol de 2022, gairebé simultàniament a la renúncia de Sajid Javid com a secretari de salut, i va ser el segon dels 62 diputats conservadors a dimitir durant la crisi governamental que va culminar amb la renúncia de Johnson.
El setembre de 2022, Liz Truss va derrotar Sunak en unes eleccions de lideratge per succeir Boris Johnson, que havia dimitit a causa d'una crisi governamental. Truss fou nomenada primer ministre per la reina Isabel II dos dies abans de la seva mort, i quan el govern va anunciar retallades d'impostos i préstecs a gran escala, es va produir una gran inestabilitat financera que va fer revertir la major part de les mesures. Davant les creixents crítiques i la pèrdua de confiança en el seu lideratge, Truss va anunciar la seva dimissió com a líder del Partit Conservador el 20 d'octubre. Rishi Sunak va ser proclamat nou líder del partit el 24 d'octubre de 2022 sense necessitat de passar per la votació dels militants, ja que havia quedat com a únic candidat després de la retirada dels seus oponents, Boris Johnson el dia anterior i Penny Mordaunt en l'últim moment.

## Primer ministre del Regne Unit
Des del 25 d'octubre de 2022 és primer ministre del Regne Unit. Sunak va prendre possessió del càrrec enmig de la crisi del cost de la vida i la crisi del subministrament d'energia que va començar durant la seva cancelleria. Ha autoritzat ajuda exterior i enviaments d'armes a Ucraïna en resposta a la invasió russa del país.
El Partit Conservador liderat per Sunak va perdre més de 1.000 regidors durant les eleccions locals del 2023, mentre que el Partit Laborista i els Liberal Demòcrates van obtenir guanys significatius, resultant en els resultats electorals locals més pobres del seu partit des de les eleccions locals del 2019 durant el govern de Theresa May, i en una situació en què les enquestes situen als laboristes amb majoria absoluta, va avançar les eleccions generals al 4 de juliol.
Durant el seu govern es va restablir la prohibició del fracking, va millorar la situació econòmiva del Regne Unit amb la reducció d'impostos, l'augment de les pensions i la baixada de la inflació, i va donar suport a la política de Johnson de reduir la migració neta, continuant amb el pla d'enviar sol·licitants d'asil i immigrants il·legals a Ruanda per ser processats. Sunak va autoritzar ajuda i enviaments d'armes a Ucraïna en resposta a la invasió russa del país, i va prometre suport a Israel després dels atacs que van iniciar la guerra entre Israel i Hamàs, mentre que més tard va demanar un alto el foc a la Franja de Gaza.
El 22 de maig de 2024 va convocar les eleccions generals per a ser efectuades el 4 de juliol, avançant el final de la legislatura, previst per al 28 de gener de 2025, i va dimitir el 5 de juliol com a líder dels conservadors a la vista dels resultats, els pitjors de la història del partit. com a canceller, Sunak va rebre un alt nivell d'aprovació i popularitat en les primeres etapes de la pandèmia COVID-19 el 2020 i la seva popularitat va disminuir més tard enmig de la crisi del cost de la vida el 2022.

## Vida personal
Sunak és hindú, i va jurar com a diputat en la Cambra dels Comuns del Regne Unit sobre el Bhagavad Gita. A l'agost de 2009, es va casar amb Akshata Murty, filla del multimilionari indi N. R. Narayana Murthy, fundador de l'empresa tecnològica Infosys. Murty hi té una participació del 0,91% -valorada en uns 900 milions de dòlars (746 milions de lliures) l'abril del 2022-, que la converteix en una de les dones més riques de Gran Bretanya.
Sunak i Murty es van conèixer mentre estudiaven a la Universitat Stanford; tenen dues filles. Murty és directora de l'empresa d'inversions del seu pare, Catamaran Ventures. Són propietaris de la mansió Kirby Sigston, al poble de Kirby Sigston, al nord de Yorkshire, així com d'una casa a Kensington, al centre de Londres, un pis a Old Brompton Road, a Londres, i un àtic a Santa Monica, Califòrnia. Sunak és abstemi, i s'ha declarat fan de la Coca-Cola. Anteriorment Sunak va ser director de l'Escola de Ciències de l'Est de Londres, té un labrador anomenat Nova i és aficionat al criquet i a les carreres de cavalls.
El germà de Sunak, Sanjay, és psicòleg. La seva germana Raakhi és la cap d'estratègia i planificació d'Education Cannot Wait, el fons mundial de les Nacions Unides per a l'educació. Sunak és molt amic de l'editor polític de The Spectator, James Forsyth, a qui coneix des dels seus temps d'estudiant. Sunak va ser el padrí del casament de Forsyth amb la periodista Allegra Stratton, i són padrins dels fills de l'altre. L'abril del 2022 es va informar que Sunak i Murty s'havien traslladat del número 10 de Downing Street a una luxosa casa recentment reformada a l'oest de Londres. També el 2022 Sunak i Murty van entrar a la posició 222 de la Sunday Times Rich List, de les persones més riques del Regne Unit, amb una riquesa combinada estimada de 730 milions de lliures, la qual cosa converteix Sunak en el "primer polític de primera línia en entrar a la llista de rics".